# Bibliothèque historique de la ville de Paris
Bibliothèque historique de la ville de Paris (česky Historická knihovna města Paříže) je veřejná knihovna, která se specializuje na dějiny Paříže a regionu Île-de-France. Od roku 1969 sídlí v paláci Hôtel d'Angoulême Lamoignon v ulici Rue Pavée č. 24 ve 4. obvodu. Studovna má 94 míst. Knihovna je součástí sítě Knihoven města Paříže.

## Historie
Původně byla sbírka dokumentů týkající historie města Paříže uložena na pařížské radnici. Během bojů za Pařížské komuny radnice v roce 1871 vyhořela a při tom byla zničena i část sbírky. V roce 1872 bylo rozhodnuto vytvořit z odkazu Julese Cousina (1830-1899) samostatnou knihovnu zaměřenou výhradně na historii hlavního města.

## Činnost knihovny
Knihovna shromažďuje dokumenty o historii Paříže a regionu Île-de-France z nejrůznějších hledisek – topofrafického, faktografického, sociologického, uměleckého, literárního atd. Poskytuje veřejnému studiu knižní fond od 16. století po současnost, který se skládá z přibližně jednoho miliónu knih, brožur a 21 000 rukopisů, a rovněž plánů, map a fotografií.
Vlastní rovněž cenný materiál pro literární badatele. Její součástí jsou písemné pozůstalosti osobností jako Jean Cocteau, George Sandová, Guillaume Apollinaire, Anatole France, knihovna literárního historika Clauda Pichoise (1925-2004) a také archiv a sbírky Sdružení divadelní rady (Association de la Régie théâtrale).